# Kees Schulten
Cornelis Maria (Kees) Schulten (1933) is een Nederlands historicus en voormalig directeur van het RIOD.

## Levensloop
Schulten studeerde tot in 1962 Franse taal- en letterkunde en geschiedenis aan de Rijksuniversiteit Leiden. In 1966 promoveerde hij daar in de koloniale-militaire geschiedenis, getiteld "Contribution à l'étude des termes militaires français en néerlandais, 1567-1625."
Na zijn afstuderen was Schulten begonnen als docent Frans in het middelbaar onderwijs, en deed zijn eerste redactiewerk voor de Ambassade van Brazilië. In 1966 werd hij onderzoeker aan het Grotius Instituut in Den Haag en van 1974 tot 1989 was hij hoofd van de sectie Militaire Geschiedenis van de Koninklijke landmacht.
Schulten was van 1990 tot 1995 directeur van het Rijksinstituut voor Oorlogsdocumentatie (RIOD). Van 1980 tot 1990 was hij secretaris-generaal en van 1990 tot 1999 president van de International Commission of Military History (ICMH). Als C.M. Schulten publiceerde hij diverse werken over, met name de Nederlandse, koloniale- en krijgsgeschiedenis.

### Personalia
Schulten is een tweelingbroer van historicus Lkol Vbdd b.d. dr. ing. Johannes Wilhelmus Maria (Jan) Schulten, die in 1998 promoveerde aan de Universiteit Leiden op het proefschrift De geschiedenis van de Ordedienst. Eerder schreven zij samen Het leger in de zeventiende eeuw, gepubliceerd in 1969. Een dochter van Schulten is beeldend kunstenaar Marjoke Schulten.